# Rudolf Winkel

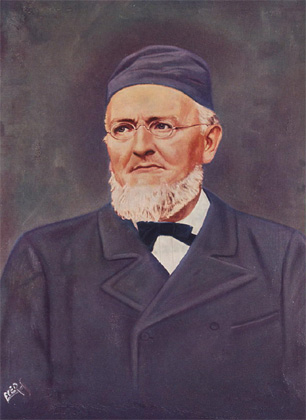

Rudolf Winkel (geboren 4. September 1827 in Göttingen; gestorben 29. Januar 1905) war ein deutscher Mechaniker und Unternehmer, der sich insbesondere in der Entwicklung und Herstellung von Mikroskopen hervortat. Er gründete 1857 die Firma „R. Winkel Göttingen“.

## Leben
Winkel war Sohn eines Lehrers. Durch den frühen Tod seines Vaters war er gezwungen, den Besuch des Gymnasiums vorzeitig abzubrechen. 1841 begann er eine vierjährige Maschinenbaulehre bei der Firma Lipperts Maschinenbau in Hamburg und erweiterte seine handwerklichen Fähigkeiten bei der Eggentorffschen Maschinenfabrik in Hannover.
Er ging dann nach Kassel und erlangte im Betrieb von F. W. Breithaupt & Sohn erste Kenntnisse/Erfahrungen beim Bau feinmechanischer Instrumente. Es folgte eine mehrjährige Wanderschaft, die ihn in verschiedene Werkstätten in Thüringen, Böhmen und Österreich führte. 1855 kehrte er nach Göttingen zurück und konstruierte in der Werkstatt von Moritz Meyerstein feinmechanische Geräte für die Göttinger Universität.
1857 machte Rudolf Winkel sich selbstständig und mietete Räume in der Goethe-Allee in Göttingen an, um dort feinmechanische Arbeiten für F.W. Breithaupt & Söhne, Kassel und die Göttinger Universität anzufertigen. Der erste Lehrling Winkels wird 1858 Friedrich Gustav Voigt (1844–1886), der spätere Inhaber von Voigt & Hochgesang.
Mitte der 1860er-Jahre beschäftigte sich Winkel erstmals mit Mikroskopen, da mehrere Trichinenepidemien, die Forschungsergebnisse von Friedrich Albert von Zenker, August Colberg (Hettstedter Trichinenepidemie), Robert von Ostertag („Handbuch der Fleischbeschau“ 1892) und  Rudolf Virchow zu diesem Problem, sowie die ab 1866 im Königreich Preußen obligatorische Trichinenuntersuchung bei Schlachtfleich zu einer erhöhten Nachfrage nach Mikroskopen führte. Seine Erfahrungen aus der Lehrzeit waren hierbei äußerst nützlich, denn er musste sämtliche Maschinen erst selbst konstruieren. Wenige Jahre später erreichte Winkel 1870 mit seinen ersten größeren Mikroskopen die Marktreife. Der damit einsetzende finanzielle Erfolg veranlasste Winkel sich nun ganz auf die Herstellung von Mikroskopen zu konzentrieren.
Der weit über die Grenzen Göttingens anerkannte Mathematikprofessor Johann Listing wurde beauftragt, die Winkel’sche Konstruktion mit den damals technisch noch überlegenen englischen Mikroskopen zu vergleichen. Das Ergebnis fiel äußerst positiv aus und dies förderte den Erfolg der Mikroskope aus dem Hause Winkel.
Im Jahr 1874 zog die Werkstatt in größere Räume am Düsteren Eichenweg 9 Ecke Baurat-Gerber-Straße in Göttingen. 1885 wurde die Produktionsstätte nochmals erweitert. 1872, 1877 und 1880 traten die Söhne Carl Winkel (1857–1908, Werkstattleiter ab 1885), Hermann Winkel (1860–1935) und Albert Winkel (1863–1919) als Lehrlinge in die väterliche Werkstatt ein. Sie übernahmen im Laufe der Zeit Aufgaben als Technischer Kaufmann, Mechaniker und Optiker. Die Hauptarbeit leistete jedoch bis ins hohe Alter der Firmengründer selbst. 1890 beschäftigte die Firma 30 Arbeitskräfte und exportierte Mikroskope nach England, Österreich, Russland und die USA.
Nach dem Tod von Rudolf Winkel im Jahr 1905 führten seine drei Söhne den Betrieb weiter. 1907 wurde ein neues Fabrikgebäude in der Göttinger Königsallee in Betrieb genommen. Die Serienproduktion hielt Einzug und das Fertigungsprogramm wurde wesentlich erweitert. Das Unternehmen stellte sich als Spezialist in der Mikroskopherstellung dar, das sich selbst Grenzen sowohl in der Produktion als auch beim Absatz und nicht zuletzt durch die enge Zusammenarbeit mit der Universität setzte. 1911 trat die Firma Carl Zeiss als Hauptgesellschafter ein und die Firma Winkel wurde in eine GmbH umgewandelt.